# 千葉興業銀行
株式会社千葉興業銀行（ちばこうぎょうぎんこう、英: The Chiba Kogyo Bank, Ltd.）は、千葉県千葉市美浜区に本店を置く地方銀行。報道などでは千葉興銀（ちばこうぎん）と略称されることが多く、地元千葉県内では単に興銀と呼ばれることもある。公式サイトなどでの愛称はちば興銀。

## 概要
第二次世界大戦後、連合国軍占領下の日本で実施された財政金融引き締め政策であるドッジ・ラインによって、国内の中小企業は深刻な資金不足に陥り、千葉県内においてもその状況は顕著となった。千葉銀行や県内に支店を構えた都市銀行各行は、集めた預金を融資として県内に還流させず、東京の大企業に貸し出す傾向がみられた。そうした状況から県内の商工業者において、地元銀行をもう1行設立した上で金融サービスの向上を望む声が日増しに高まった。当時の大蔵大臣池田勇人がいわゆる一県一行主義を修正し、場合に応じて新銀行の設立を認める方針を示したことに沿って、地元選出国会議員のほか当時の古荘四郎彦千葉銀頭取と袂を分かった九十八銀行出身の元千葉銀役員らによって、1952年（昭和27年）1月18日、戦後地銀として千葉興業銀は設立された。　
2013年（平成25年）7月の公的資金完済を受け、2015年（平成27年）4月1日には、東京都区部のうち千葉県と接する江戸川区に進出し、船堀に千葉興銀としては初となる法人事務所を新設した、同年7月には公募増資を実施した。さらに2016年（平成28年）1月12日には、8年半ぶりの新規出店として東松戸支店を開設した。
支店網は千葉県内を中心とし、県外は東京支店と西葛西支店の2カ所のみとなっている。
地元にフランチャイズを有する、千葉ロッテマリーンズ、および同球団の公式ファンクラブであるTEAM26のスポンサーとなっている。2004年（平成16年）4月からは毎年、同球団の成績により金利が変動する「マリーンズ応援団定期預金」を販売している。

## 公的資金注入～完済
バブル経済期に業容の拡大を追求した千葉興銀は、バブル崩壊後、特定業種に対する大口融資等が不良債権化し、1998年（平成10年）3月期、翌1999年（平成11年）3月期と連続して赤字を計上。自己資本比率も4.56%までに低下したため、1999年（平成11年）9月、親密先であった富士銀行が100億円、安田火災海上、安田生命などの芙蓉グループ各社さらに、県内企業や個人を対象とする合計350億円の第三者割当増資を実施した。増資引き受けを機に富士銀とのATM無料開放が実施された。
2000年（平成12年）1月、金融監督庁の検査が入ったことを機に、千葉興銀は不良債権の自己査定をしなおした結果、不良債権処理額は当初予定の2倍となる825億円まで増加、さらに自己資本比率も0.45%に低下し、金融監督庁から早期に是正措置を取るように求められた。このため同年8月に富士銀、安田生命、安田火災海上への約280億円の第三者割当増資を実施した。これによって富士銀の関連会社とされた。また額面超過部分のプレミアム減資433億円の実施によって繰越損失の解消を図った。この方策によって自己資本比率は4%台に回復したものの、さらなる財務基盤安定化のため公的資金の注入が必要と判断。同年9月末に600億2500万円の公的資金の注入を受け、自己資本比率も9.95%とまでに上昇した。その後は富士銀およびその後継であるみずほ銀の支援で収益基盤を従来の法人融資中心から、個人や中小企業を対象へと切り替えるなどし事業再生を進めた。2013年（平成25年）7月4日付で、預金保険機構は公的資金の全額返済を承認した。

## 沿革
- 1952年1月18日：株式会社千葉興業銀行設立（営業開始は3月3日）[2]。
- 1972年
  - 3月：現本店竣工。
  - 9月1日：東京証券取引所第2部上場[17]。
- 1973年8月：東証1部に指定。
- 1974年
  - 5月：事務センター竣工。
  - 8月：預金オンライン稼働。
- 1977年
  - 4月：為替オンライン稼働。
  - 4月：千葉保証サービス（現：ちば興銀カードサービス)設立。
- 1983年
  - 12月：千葉総合リース設立。
  - 6月：融資オンライン稼働。
- 1986年1月：ちば興銀ビジネスサービスを設立。
- 1991年3月：ちば興銀コンピュータソフトを設立。
- 2004年10月12日：勘定系システムをNTTデータ地銀共同センターへ移行[18]。
- 2012年4月2日：常陽銀行、筑波銀行、東京都民銀行、武蔵野銀行、山梨中央銀行、横浜銀行と相互にATMの利用を自行扱いする提携を開始[19]。
- 2009年1月：千葉保証サービスとちば興銀ユーシーカードが合併。ちば興銀カードサービスとして発足。
- 2013年1月22日：磁気の影響を受けにくい新しいHi-Co通帳をこの日から取扱開始（一部店舗外ATMでは1月15日から）[20]。
- 2013年7月4日：公的資金600億円を一括完済。
- 2022年1月24日：ローソン銀行の「即時口座決済サービス」に参加。これにより、ローソン銀行ATMで千葉興業銀行の口座から「au PAY」にチャージができるようになる[21][22]。
- 2023年2月27日：千葉興業銀行が提出した有価証券報告書により、みずほ銀行が千葉興業銀行の優先株及び普通株の一部を売却し、持分法適用会社から外れることが明らかになった[23]。
- 2024年4月1日：地域商社「ちばくる」を全額出資子会社として設立[24]。

## ATM提携
筆頭株主であったみずほ銀行、首都圏の地方銀行（横浜銀行、きらぼし銀行、常陽銀行、筑波銀行、山梨中央銀行、武蔵野銀行）、銚子信用金庫、館山信用金庫及びイオン銀行のATMでの引出し、振込等では手数料の割引が適用される。

## 関連会社
- ちば興銀カードサービス株式会社
- ちば興銀ビジネスサービス株式会社
- 千葉総合リース株式会社
- ちば興銀コンピュータソフト株式会社
- 株式会社ちばくる